# Paolo Iashvili
Paolo Iashvili (en georgiano: პაოლო იაშვილი; Kutaisi, 29 de junio de 1894 – Tiflis, 22 de julio de 1937) fue un poeta georgiano, y uno de los principales líderes del movimiento simbolista. Durante la Unión Soviética, su forzado conformismo y la pérdida de sus amigos en el auge de la Gran Purga de Iósif Stalin, afectó fuertemente a su vida íntima, lo que lo llevó a suicidarse frente al Sindicato de Escritores de Georgia.

## Primeros años
Iashvilli nació en las cercanías de Kutaisi, ubicado al oeste de Georgia (en aquel entonces parte del Imperio ruso). Fue educado en las ciudades de Kutaisi, Anapa, y en París, Francia. Tras volver a Georgia en 1915, fue uno de los cofundadores e  ideólogos del grupo simbolista Tsisperi Qantsebi ("Cuernos Azules"), y fue editor de la revista literaria del mismo nombre. A comienzos de la década de 1920, Iashvili descrito por su traductor y amigo íntimo Boris Pasternak como "un conversador divertido, europeo, guapo, brillante, refinado y culto", emergió como un líder de la poesía experimental y post-simbolista. Su devoción hacia el misticismo y el "arte puro" se desvaneció bajo la presión ideológica de la Unión Soviética hacia finales de los años 20, cuando los clásicos de la literatura georgiana fueron censurados, siendo esta forzada a someterse bajo dogmas socialistas. Muchos escritores se vieron virtualmente silenciados, donde Iashvili pasó a trabajar como agente publicitario para el ingeniero hidroeléctrico Valodia Jikia. Luego de que Lavrenty Beria asumiera como Primer Secretario de la República Socialista Soviética de Georgia, reincorporó a muchos escritores georgianos a cambio de que escribieran en base al campo ideológico soviético. El reemplazo de la corriente simbolista por la socialista fue un proceso doloroso para Iashvili, pero finalmente tuvo que adaptarse a las doctrinas soviéticas, haciendo que sus obras poéticas se vieran esencialmente más ideológicas. Alcanzó una notoriedad local tal, que el mismo Beria lo nombró miembro del Comité Central de Transcaucasia.

## La Gran Purga
Durante el auge de la Gran Purga en la década de 1930, Iashvili intentó desesperadamente librarse de esta confesando sus "errores de juicio" y reiterando su devoción hacia Stalin y Beria. Tuvo que presenciar e incluso participar en juicios públicos en contra de varios miembros del Sindicato de Escritores, quienes fueron condenados a muerte. Bajo la presión de Beria, calificó a su amigo y escritor André Gide como un "canalla traidor, con máscara de trotskista". La traición de sus ideales lo desmoralizó profundamente. 
El 22 de julio de 1937, luego de que Beria lo llamara para denunciar a su amigo y compañero poeta simbolista Titsian Tabidze, y bajo el temor de ser arrestado y torturado por la NKVD, Iashvili acudió a la sede del Sindicato de Escritores, donde se suicidó de un disparo. Tras su muerte, el sindicato aprobó una resolución, afirmando que Iashvili  se hacía pasar por un literato mientras participaba en actos de espionaje y traición, concluyendo que su suicidio durante el transcurso de la reunión fue "un acto de provocación que despierta el odio e indignación de todas las reuniones decentes de los escritores soviético."

## Otras fuentes
- Mikaberidze, A (ed., 2007), Iashvili, Paolo. Diccionario biográfico nacional de Georgia. Recuperado el 15 de mayo de 2007.
- Rayfield, D. (1982), Pasternak y los georgianos. Irish Slavonic Studies, 3: 39–46.
- Rayfiled, D. (1990), La muerte de Paolo Iashvili. The Slavonic and East European Review, 68 núm. 3: 631–64.